# Poliopastea laciades
Poliopastea laciades är en fjärilsart som beskrevs av William Schaus 1889. Poliopastea laciades ingår i släktet Poliopastea och familjen björnspinnare. Inga underarter finns listade i Catalogue of Life.